# And the Band Played On (film)
And the Band Played On is een Amerikaanse documentairefilm uit 1993 over de ontdekking van en het onderzoek naar hiv en aids in de jaren tachtig. De film is gebaseerd op het gelijknamige boek van Randy Shilts uit 1987 en werd geregisseerd door Roger Spottiswoode. Aan het eind van de film wordt een montage getoond van bekende personen die aan hiv/aids zijn overleden, ondersteund door het nummer The Last Song van Elton John.
De film ging in première op het Internationaal filmfestival van Montreal waar hij de Special Grand Prize of the Jury kreeg.

## Rolverdeling
| Acteur               | Personage                |
| -------------------- | ------------------------ |
| Matthew Modine       | Dr. Don Francis          |
| Alan Alda            | Dr. Robert Gallo         |
| Ian McKellen         | Bill Kraus               |
| Glenne Headly        | Dr. Mary Guinan          |
| Richard Masur        | Dr. William Darrow       |
| Saul Rubinek         | Dr. Jim Curran           |
| Lily Tomlin          | Dr. Selma Dritz          |
| Jeffrey Nordling     | Gaëtan Dugas             |
| Donal Logue          | Bobbi Campbell           |
| B.D. Wong            | Kico Govantes            |
| Patrick Bauchau      | Dr. Luc Montagnier       |
| Nathalie Baye        | Dr. Françoise Barre      |
| Phil Collins         | Eddie Papasano           |
| Steve Martin         | Brother of AIDS patient  |
| Richard Gere         | Choreographer            |
| David Marshall Grant | Dennis Seeley            |
| Ronald Guttman       | Dr. Jean-Claude Chermann |
| Anjelica Huston      | Dr. Betsy Reisz          |
| Ken Jenkins          | Dr. Dennis Donohue       |
| Richard Jenkins      | Dr. Marcus Conant        |
| Tchéky Karyo         | Dr. Willy Rozenbaum      |
| Peter McRobbie       | Dr. Max Essex            |
| Charles Martin Smith | Dr. Harold Jaffe         |
| Christian Clemenson  | Dr. Dale Lawrence        |
| David Clennon        | Mr. Johnstone            |
| Swoosie Kurtz        | Mrs. Johnstone           |
| Lawrence Monoson     | Chip                     |
| René LeVant          | Blood Bank Executive     |

## Prijzen & nominaties
De film kreeg 23 nominaties (waaronder twee Golden Globe Award-nominaties voor Best Mini-Series Or Motion Picture Made for Television en Best Performance by an Actor in a Mini-Series or Motion Picture Made for Television) en behaalde 10 filmprijzen, waaronder 3 Primetime Emmy Awards (Outstanding Television Movie, Outstanding Casting for a Miniseries, Movie, or a Special en Outstanding Editing for a Miniseries or a Special - Single Camera Production).